# تابيثا بابيت
تابيثا بابيت (بالإنجليزية: Tabitha Babbitt)‏ هي مخترِعة أمريكية، ولدت في 9 ديسمبر 1779 في Hardwick, Massachusetts ‏ في الولايات المتحدة، وتوفيت في 18 نوفمبر 1853 في هاروارد في الولايات المتحدة.